# The Voice of Italy (sesta edizione)
La sesta ed ultima edizione di The Voice of Italy è stata trasmessa in prima serata su Rai 2 dal 23 aprile al 4 giugno 2019 con la conduzione di Simona Ventura per un totale di otto puntate.
La vincitrice è stata Carmen Pierri, concorrente del team Gigi D'Alessio.

## Cast e promo
Nei primi giorni del mese di gennaio del 2019, su sollecitazione del nuovo direttore di rete Carlo Freccero, viene annunciato il ritorno in Rai di Simona Ventura. Il 7 febbraio la produzione di The Voice of Italy comunica l'affidamento della conduzione della sesta edizione del talent alla Ventura. Il 15 marzo, attraverso i propri canali social, la Ventura ufficializza i nomi dei quattro coach: Morgan, Elettra Lamborghini, Gué Pequeno e Gigi D'Alessio.

## Team
Legenda:
- Vincitore
- Secondo classificato
- Terzo classificato
- Quarto classificato

- Eliminato nei Best Six
- Eliminato nelle Battles
- Eliminato ai Knock Out

| Coach            | Coach               | Artisti                  | Artisti             | Artisti            | Artisti                | Artisti              | Artisti            | Artisti              |
| ---------------- | ------------------- | ------------------------ | ------------------- | ------------------ | ---------------------- | -------------------- | ------------------ | -------------------- |
|                  | Gigi D'Alessio      | Carmen Pierri            | Eliza G             | Domenico Iervolino | Elisabetta Pia Ferrari | Sofia Tirindelli     | Andrea Settembre   | Sofia Sole Cammarota |
| Marta Verrecchia | Gigi D'Alessio      | Stefano Colli            | Koko                | Irene Rugiero      | Kumi Watanabe          | Giorgia Incatasciato | Raphael Nkereuwem  |                      |
|                  | Gué Pequeno         | Brenda Carolina Lawrence | Francesco Da Vinci  | Ilenia Filippo     | Hindaco                | Josuè Previti        | Federica Filannino | Sindolls             |
| Ralph Lautrec    | Gué Pequeno         | Ares Favati              | Mashup Loop         | Ilenia Falco       | Micaela Foti           | Alice Olivari        | Sophia Murgia      |                      |
|                  | Elettra Lamborghini | Miriam Ayaba             | Andrea Berté        | Greta Giordano     | Tahnee Rodriguez       | Trisss               | Leslie             | Tess Amodeo Vickery  |
| Jessica Lorusso  | Elettra Lamborghini | Vittoria Tampucci        | Serena Maria Police | Giorgia La Commare | Filippo Cantele        | Giuliana Maffei      | Huntress D         |                      |
|                  | Morgan              | Diablo                   | Matteo Camellini    | Erica Bazzeghini   | Joe Elle               | Violet               | Naïve              | Valerio Sgargi       |
| Marco Liotti     | Morgan              | Felice Falanga           | Tommaso Partesana   | Davide Vettori     | Karen Marra            | Francesco Bombaci    | Morgana            |                      |

## Blind Auditions
La prima fase, la cosiddetta Blind Audition, ha impegnato i coach e i concorrenti per le prime 5 puntate. Ogni giudice ha composto la propria squadra scegliendo 14 talenti “al buio”, quindi senza la possibilità di vedere l'esibizione e valutando solo la voce. Ogni coach ha avuto a sua disposizione il tradizionale pulsante “I Want You” con il quale ha provato a portare nella propria squadra il talento. In aggiunta è stato previsto l'utilizzo di tre pulsanti, ognuno con il nome di un coach che si desidera bloccare nella scelta. Rispetto alla precedente edizione la possibilità si è potuta esercitare due volte in tutte le Blind e non più una.
Se il pulsante “I Want You” viene premuto da più coach, il concorrente ha potuto scegliere con quale squadra gareggiare, mentre ha dovuto abbandonare la competizione in caso di nessuna scelta. Al termine di questa prima fase i concorrenti rimasti in gara sono stati 56.
Durante la quinta puntata, un'ulteriore selezione dei coach, chiamata Best Six, ha fatto diminuire il numero dei talenti in gara: dei 14 scelti a 6 per team.
Legenda
- Il coach preme il bottone "I want you"
- L'artista è eliminato perché nessun coach preme il bottone "I want you"
- L'artista viene scelto per far parte della squadra di questo coach
- L'artista sceglie di far parte della squadra di questo coach

- Block esercitato da Morgan
- Block esercitato da Elettra Lamborghini
- Block esercitato da Gué Pequeno
- Block esercitato da Gigi D'Alessio

### Prima puntata
| Ordine | Artista (età)                             | Canzone (cantante originale)                         | Scelte di coach e/o artisti | Scelte di coach e/o artisti | Scelte di coach e/o artisti | Scelte di coach e/o artisti |
| Ordine | Artista (età)                             | Canzone (cantante originale)                         | Morgan                      | Elettra Lamborghini         | Gué Pequeno                 | Gigi D'Alessio              |
| ------ | ----------------------------------------- | ---------------------------------------------------- | --------------------------- | --------------------------- | --------------------------- | --------------------------- |
| 1      | Josué Previti (17)                        | When We Were Young (Adele)                           |                             |                             |                             |                             |
| 2      | Giorgia La Commare (16)                   | No Roots (Alice Merton)                              |                             |                             | -                           | -                           |
| 3      | Giorgia Di Monda (18)                     | A me me piace'o blues (Pino Daniele)                 | -                           | -                           | -                           | -                           |
| 4      | Naïve (vero nome: Noemi Mattei) (21)      | Strong (London Grammar)                              |                             |                             |                             |                             |
| 5      | Alberto Nemo (31)                         | Amore che vieni, amore che vai (Fabrizio De André)   | -                           | -                           | -                           | -                           |
| 6      | Morgana (vero nome: Emanuela Caputo) (22) | Halo (Beyoncé)                                       |                             | -                           | -                           |                             |
| 7      | Ares Favati (31)                          | Livin' la vida loca (Ricky Martin)                   | -                           |                             |                             |                             |
| 8      | Matteo Camellini (24)                     | There's Nothing Holdin' Me Back (Shawn Mendes)       |                             | -                           | -                           | -                           |
| 9      | Sindolls (20)                             | Shumë Pis (Era Istrefi)                              |                             |                             |                             |                             |
| 10     | Stefano Ciarcia (30)                      | La prima volta (Negramaro)                           | -                           | -                           | -                           | -                           |
| 11     | Diablo (vero nome: Dominique Chillé) (18) | Baby (Diablo)                                        |                             |                             |                             |                             |
| 12     | Stefano Colli (29)                        | Moondance (Michael Bublé)                            | -                           | -                           |                             |                             |
| 13     | Marta Verrecchia (17)                     | Rockabye (Clean Bandit feat. Sean Paul e Anne-Marie) | -                           | -                           | -                           |                             |
| 14     | Kumi Watanabe (50)                        | L'una per te (Vasco Rossi)                           | -                           | -                           | -                           |                             |
| 15     | Serena Maria Police (19)                  | Pumped Up Kicks (Foster the People)                  |                             |                             | -                           | -                           |
| 16     | Sophia Murgia (18)                        | Il cielo nella stanza (Salmo)                        | -                           |                             |                             |                             |
| 17     | Eliza G (vero nome: Elisa Gaiotto) (35)   | Hurt (Christina Aguilera)                            |                             |                             |                             |                             |

### Seconda puntata
I quattro coach si esibiscono in Feel Good Inc. dei Gorillaz.
| Ordine | Artista (età)                              | Canzone (cantante originale)                                                             | Scelte di coach e/o artisti | Scelte di coach e/o artisti | Scelte di coach e/o artisti | Scelte di coach e/o artisti |
| Ordine | Artista (età)                              | Canzone (cantante originale)                                                             | Morgan                      | Elettra Lamborghini         | Gué Pequeno                 | Gigi D'Alessio              |
| ------ | ------------------------------------------ | ---------------------------------------------------------------------------------------- | --------------------------- | --------------------------- | --------------------------- | --------------------------- |
| 1      | Joe Elle (vero nome: Elisa Paschetta) (22) | Come Down (Anderson Paak)                                                                |                             |                             | -                           | -                           |
| 2      | Giuseppe Ippoliti (39)                     | Immigrant Song (Led Zeppelin)                                                            | -                           | -                           | -                           | -                           |
| 3      | Sofia Sole Cammarota (16)                  | People Help the People (Cherry Ghost)                                                    |                             |                             | -                           |                             |
| 4      | Roy Raheem (23)                            | Airplanes (B.o.B)                                                                        | -                           | -                           | -                           | -                           |
| 5      | Miriam Ayaba (22)                          | Amazzonia (Miriam Ayaba)                                                                 |                             |                             |                             |                             |
| 6      | Ilenia Filippo (24)                        | Pezzi di vetro (Francesco De Gregori)                                                    |                             |                             |                             |                             |
| 7      | Marco Liotti (49)                          | Be-Bop-A-Lula (Gene Vincent ft. Blue Caps)                                               |                             | -                           | -                           |                             |
| 8      | Francesco Bombaci (25)                     | Alive (Pearl Jam)                                                                        |                             | -                           | -                           | -                           |
| 9      | Felice Falanga (23)                        | La nostra ultima canzone (Motta)                                                         |                             | -                           | -                           | -                           |
| 10     | Mashup Loop (27, 23)                       | Taki Taki (DJ Snake)/Watch Out for This (Bumaye) (Major Lazer)/Pump It (Black Eyed Peas) |                             |                             |                             |                             |
| 11     | Andrea Settembre (17)                      | Location (Khalid)                                                                        |                             | -                           |                             |                             |
| 12     | Angelica Lubian (34)                       | Psycho Killer (Talking Heads)                                                            | -                           | -                           | -                           | -                           |
| 13     | Erica Bazzeghini (20)                      | I Don't Fall in Love With You (Tom Waits)                                                |                             | -                           |                             |                             |
| 14     | Lourdes Barea Andrades (26)                | Whenever, Wherever (Shakira)                                                             | -                           | -                           | -                           | -                           |
| 15     | Filippo Cantele (20)                       | Your Man (Josh Turner)                                                                   | -                           |                             | -                           | -                           |
| 16     | Filippo Ciampi (30)                        | Voglio (Marco Mengoni)                                                                   | -                           | -                           | -                           | -                           |
| 17     | Karen Marra (30)                           | There Must Be Love (David Morales)                                                       |                             | -                           | -                           |                             |

### Terza puntata
| Ordine | Artista (età)                                | Canzone (cantante originale)                          | Scelte di coach e/o artisti | Scelte di coach e/o artisti | Scelte di coach e/o artisti | Scelte di coach e/o artisti |
| Ordine | Artista (età)                                | Canzone (cantante originale)                          | Morgan                      | Elettra Lamborghini         | Gué Pequeno                 | Gigi D'Alessio              |
| ------ | -------------------------------------------- | ----------------------------------------------------- | --------------------------- | --------------------------- | --------------------------- | --------------------------- |
| 1      | Carmen Pierri (16)                           | Fa che non sia mai (Eramo & Passavanti)               | -                           |                             | -                           |                             |
| 2      | Huntress D (vero nome: Diana Suppressa) (28) | California Love (Tupac Shakur feat. Dr. Dre)          |                             |                             | -                           | -                           |
| 3      | Davide Vettori (37)                          | Piove (Jovanotti)/Walk on the Wild Side (Lou Reed)    |                             |                             |                             | -                           |
| 4      | Sofia Tirindelli (16)                        | Fuck You (Lily Allen)                                 | -                           |                             |                             |                             |
| 5      | Andrea Faccenda (21)                         | Con calma (Daddy Yankee feat. Snow)                   | -                           | -                           | -                           | -                           |
| 6      | Raphael Nkereuwem (32)                       | With My Own Two Hands (Ben Harper)                    | -                           | -                           |                             |                             |
| 7      | Simone Capitanio (21)                        | Right Round (Flo Rida)                                | -                           | -                           | -                           | -                           |
| 8      | Fake (vero nome: Simone Falluomini) (25)     | Heavydirtysoul (Twenty One Pilots)                    | -                           | -                           | -                           | -                           |
| 9      | Hindaco (vero nome: Ilaria Amagour) (24)     | I Love It (Kanye West feat. Lil Pump)                 |                             |                             |                             | -                           |
| 10     | Trisss (vero nome: Beatrice Inguscio) (23)   | Idontwannabeyouanymore (Billie Eilish)                | -                           |                             |                             |                             |
| 11     | Tess Amodeo Vickery (33)                     | On My Own (Les Misérables)                            | -                           |                             | -                           | -                           |
| 12     | Domenico Iervolino (21)                      | La solita musica (Domenico Iervolino)                 |                             |                             | -                           |                             |
| 13     | Koko (vero nome: Cosimo De Leo) (40)         | You Get What You Give (New Radicals)                  | -                           | -                           | -                           |                             |
| 14     | Micaela Foti (25)                            | Lost On You (LP)                                      | -                           | -                           |                             | -                           |
| 15     | Valerio Sgargi (38)                          | Bohemian Rhapsody (Queen)/Largo al factotum (Rossini) |                             |                             |                             |                             |

### Quarta puntata
Ospite: Giusy Ferreri

Canzoni eseguite dall’ospite: Tu sì 'na cosa grande (con Gigi D’Alessio)
| Ordine | Artista (età)                          | Canzone (cantante originale)                            | Scelte di coach e/o artisti | Scelte di coach e/o artisti | Scelte di coach e/o artisti | Scelte di coach e/o artisti |
| Ordine | Artista (età)                          | Canzone (cantante originale)                            | Morgan                      | Elettra Lamborghini         | Gué Pequeno                 | Gigi D'Alessio              |
| ------ | -------------------------------------- | ------------------------------------------------------- | --------------------------- | --------------------------- | --------------------------- | --------------------------- |
| 1      | Chiara Mattia (28)                     | Rolling in the Deep (Adele)                             | -                           | -                           | -                           | -                           |
| 2      | Andrea Bertè (17)                      | We Don't Talk Anymore (Charlie Puth feat. Selena Gomez) | -                           |                             |                             |                             |
| 3      | Giorgia Incatasciato (19)              | Stronger Than Me (Amy Winehouse)                        | -                           |                             |                             |                             |
| 4      | Ralph Lautrec (22)                     | Happy Days (Ghali)                                      |                             |                             |                             | -                           |
| 5      | Violet (vero nome: Viola Bologna) (18) | Non riesco a parlare (Violet)                           |                             |                             |                             | -                           |
| 6      | Vittoria Tampucci (18)                 | Felicità puttana (Thegiornalisti)                       | -                           |                             | -                           | -                           |
| 7      | Tommaso Partesana (32)                 | Facciamo finta (Niccolò Fabi)                           |                             |                             | -                           |                             |
| 8      | Brenda Carolina Lawrence (21)          | Bitch Better Have My Money (Rihanna)                    | N.D.                        |                             |                             | -                           |
| 9      | Ilenia Falco (16)                      | Le tasche piene di sassi (Giorgia)                      | N.D.                        |                             |                             |                             |
| 10     | Giulio Caputo (17)                     | Better Now (Post Malone)                                | N.D.                        | -                           | -                           | -                           |
| 11     | Tahnee Rodriguez (31)                  | No Diggity (Blackstreet)                                | N.D.                        |                             |                             |                             |
| 12     | Alice Olivari (25)                     | Rolls Royce (Achille Lauro)                             | N.D.                        |                             |                             | -                           |
| 13     | Greta Giordano (18)                    | Canto anche se sono stonato (Mina)                      | N.D.                        |                             | -                           | -                           |
| 14     | Irene Rugiero (30)                     | Applause (Lady Gaga)                                    | N.D.                        |                             | -                           |                             |

### Quinta puntata
Ospite: Fausto Leali

Canzoni eseguite dall’ospite: A chi, A Whiter Shade of Pale (con Morgan e Gigi D'Alessio)
| Ordine | Artista (età)                         | Canzone (cantante originale)          | Scelte di coach e/o artisti | Scelte di coach e/o artisti | Scelte di coach e/o artisti | Scelte di coach e/o artisti |
| Ordine | Artista (età)                         | Canzone (cantante originale)          | Morgan                      | Elettra Lamborghini         | Gué Pequeno                 | Gigi D'Alessio              |
| ------ | ------------------------------------- | ------------------------------------- | --------------------------- | --------------------------- | --------------------------- | --------------------------- |
| 1      | Elisabetta Pia Ferrari (29)           | Come (Jain)                           | N.D.                        |                             |                             |                             |
| 2      | Alessia Battini (25)                  | I Walk Alone (Tarja Turunen)          | N.D.                        | -                           | -                           | N.D.                        |
| 3      | Jessica Lorusso (29)                  | Let It Go (Demi Lovato)               | N.D.                        |                             | -                           | N.D.                        |
| 4      | Paolo Marasciulo (34)                 | Proud Mary (John Fogerty)             | N.D.                        | -                           | -                           | N.D.                        |
| 5      | Leslie (vero nome: Lisa Cardoni) (26) | Ready or Not (Fugees)                 | N.D.                        |                             | -                           | N.D.                        |
| 6      | Francesco Da Vinci (25)               | L’amore fa paura (Francesco Da Vinci) | N.D.                        |                             |                             | N.D.                        |
| 7      | Giuliana Maffei (16)                  | Friends (Marshmello & Anne-Marie)     | N.D.                        |                             |                             | N.D.                        |
| 8      | Simone Vignola (31)                   | Roxanne (The Police)                  | N.D.                        | N.D.                        | -                           | N.D.                        |
| 9      | Federica Filannino (26)               | Via con me (Paolo Conte)              | N.D.                        | N.D.                        |                             | N.D.                        |

| coach               | totale buzz | scelte | buzz da solo | rifiuti | no buzz | % rifiuti/buzz |
| ------------------- | ----------- | ------ | ------------ | ------- | ------- | -------------- |
| Morgan              | 29          | 14     | 3            | 13      | 27      | 44,83%         |
| Elettra Lamborghini | 40          | 14     | 7            | 23      | 30      | 57,5%          |
| Gué Pequeno         | 30          | 14     | 2            | 15      | 39      | 50%            |
| Gigi D'Alessio      | 33          | 14     | 3            | 18      | 31      | 54,55%         |

#### Best Six
Chiusa la fase delle Blind Auditions, nella quinta puntata i coach con i loro team si sono ritirati in quattro location diverse per riascoltare i 14 concorrenti selezionati con una prova di canto a cappella e procedere alla scelta dei migliori sei per team da portare alla fase successiva delle Battles.
- Artista che accede alle Battles
- Artista eliminato durante i Best Six

| Coach            | Coach               | Artisti           | Artisti             | Artisti                  | Artisti          | Artisti              | Artisti                | Artisti              |
| ---------------- | ------------------- | ----------------- | ------------------- | ------------------------ | ---------------- | -------------------- | ---------------------- | -------------------- |
|                  | Morgan              | Naïve             | Matteo Camellini    | Diablo                   | Joe Elle         | Violet               | Erica Bazzeghini       | Valerio Sgargi       |
| Marco Liotti     | Morgan              | Felice Falanga    | Tommaso Partesana   | Davide Vettori           | Karen Marra      | Francesco Bombaci    | Morgana                |                      |
|                  | Elettra Lamborghini | Miriam Ayaba      | Trisss              | Andrea Berté             | Tahnee Rodriguez | Greta Giordano       | Leslie                 | Tess Amodeo Vickery  |
| Jessica Lorusso  | Elettra Lamborghini | Vittoria Tampucci | Serena Maria Police | Giorgia La Commare       | Filippo Cantele  | Giuliana Maffei      | Huntress D             |                      |
|                  | Gué Pequeno         | Josuè Previti     | Hindaco             | Brenda Carolina Lawrence | Ilenia Filippo   | Francesco Da Vinci   | Federica Filannino     | Sindolls             |
| Ralph Lautrec    | Gué Pequeno         | Ares Favati       | Mashup Loop         | Ilenia Falco             | Micaela Foti     | Alice Olivari        | Sophia Murgia          |                      |
|                  | Gigi D'Alessio      | Eliza G           | Andrea Settembre    | Carmen Pierri            | Sofia Tirindelli | Domenico Iervolino   | Elisabetta Pia Ferrari | Sofia Sole Cammarota |
| Marta Verrecchia | Gigi D'Alessio      | Stefano Colli     | Koko                | Irene Rugiero            | Kumi Watanabe    | Giorgia Incatasciato | Raphael Nkereuwem      |                      |

| Team                | Esibizione                                      | Cantante                 |
| ------------------- | ----------------------------------------------- | ------------------------ |
| Gigi D'Alessio      | Cascare nei tuoi occhi (Ultimo)                 | Domenico Iervolino       |
| Gigi D'Alessio      | Cascare nei tuoi occhi (Ultimo)                 | Andrea Settembre         |
| Gigi D'Alessio      | Cascare nei tuoi occhi (Ultimo)                 | Raphael Nkereuwem        |
| Elettra Lamborghini | Inedito                                         | Miriam Ayaba             |
| Elettra Lamborghini | Inedito                                         | Huntress D               |
| Elettra Lamborghini | Inedito                                         | Leslie                   |
| Gué Pequeno         | La bambola (Patty Pravo)                        | Alice Olivari            |
| Gué Pequeno         | La bambola (Patty Pravo)                        | Federica Filannino       |
| Gué Pequeno         | La bambola (Patty Pravo)                        | Ilenia Filippo           |
| Gué Pequeno         | La bambola (Patty Pravo)                        | Sophia Murgia            |
| Morgan              | Inedito                                         | Diablo                   |
| Morgan              | Vedrai, vedrai (Luigi Tenco)                    | Joe Elle                 |
| Morgan              | Senza fiato (Negramaro feat. Dolores O'Riordan) | Violet                   |
| Elettra Lamborghini | L'essenziale (Marco Mengoni)                    | Trisss                   |
| Elettra Lamborghini | L'essenziale (Marco Mengoni)                    | Giuliana Maffei          |
| Elettra Lamborghini | L'essenziale (Marco Mengoni)                    | Greta Giordano           |
| Elettra Lamborghini | L'essenziale (Marco Mengoni)                    | Filippo Cantele          |
| Morgan              | Call Me When It's Over (James Arthur)           | Matteo Camellini         |
| Morgan              | Don't You Remember (Adele)                      | Morgana                  |
| Morgan              | Cromatica (Marta sui Tubi)                      | Francesco Bombaci        |
| Morgan              | Medley                                          | Karen Marra              |
| Gigi D'Alessio      | Come saprei (Giorgia)                           | Eliza G                  |
| Gigi D'Alessio      | Come saprei (Giorgia)                           | Giorgia Incatasciato     |
| Gigi D'Alessio      | Come saprei (Giorgia)                           | Kumi Watanabe            |
| Gué Pequeno         | What About Us (Pink)                            | Ilenia Falco             |
| Gué Pequeno         | What About Us (Pink)                            | Micaela Foti             |
| Gué Pequeno         | What About Us (Pink)                            | Josuè Previti            |
| Gué Pequeno         | What About Us (Pink)                            | Brenda Carolina Lawrence |
| Elettra Lamborghini | Price Tag (Jessie J feat. B.o.B)                | Tess Amodeo Vickery      |
| Elettra Lamborghini | Price Tag (Jessie J feat. B.o.B)                | Tahnee Rodriguez         |
| Elettra Lamborghini | Price Tag (Jessie J feat. B.o.B)                | Vittoria Tampucci        |
| Elettra Lamborghini | Price Tag (Jessie J feat. B.o.B)                | Jessica Lorusso          |
| Gigi D'Alessio      | Anche fragile (Elisa)                           | Carmen Pierri            |
| Gigi D'Alessio      | Anche fragile (Elisa)                           | Marta Verrecchia         |
| Gigi D'Alessio      | Anche fragile (Elisa)                           | Sofia Sole Cammarota     |
| Gigi D'Alessio      | Anche fragile (Elisa)                           | Sofia Tirindelli         |
| Morgan              | Inedito                                         | Davide Vettori           |
| Morgan              | Inedito                                         | Tommaso Partesana        |
| Morgan              | Inedito                                         | Erica Bazzeghini         |
| Elettra Lamborghini | Perfect (Ed Sheeran)                            | Serena Maria Police      |
| Elettra Lamborghini | Perfect (Ed Sheeran)                            | Andrea Bertè             |
| Elettra Lamborghini | Perfect (Ed Sheeran)                            | Giorgia La Commare       |
| Gué Pequeno         | Just The Way You Are (Bruno Mars)               | Mashup Loop              |
| Gué Pequeno         | Just The Way You Are (Bruno Mars)               | Francesco Da Vinci       |
| Gué Pequeno         | Just The Way You Are (Bruno Mars)               | Ares Favati              |
| Gigi D'Alessio      | Vita (Gianni Morandi e Lucio Dalla)             | Irene Rugiero            |
| Gigi D'Alessio      | Vita (Gianni Morandi e Lucio Dalla)             | Koko                     |
| Gigi D'Alessio      | Vita (Gianni Morandi e Lucio Dalla)             | Elisabetta Pia Ferrari   |
| Gigi D'Alessio      | Vita (Gianni Morandi e Lucio Dalla)             | Stefano Colli            |
| Gué Pequeno         | Inedito                                         | Ralph Lautrec            |
| Gué Pequeno         | Inedito                                         | Hindaco                  |
| Gué Pequeno         | Inedito                                         | Sindolls                 |
| Morgan              | Hope There's Someone (Antony and the Johnsons)  | Naïve                    |
| Morgan              | Rimmel (Francesco De Gregori)                   | Felice Falanga           |
| Morgan              | Put Your Head on My Shoulder (Paul Anka)        | Marco Liotti             |
| Morgan              | Gethsemane (Jesus Christ Superstar)             | Valerio Sgargi           |

## Battle
Nella Battle ogni coach divide la propria squadra di 6 elementi in 3 coppie che si esibiranno con il medesimo brano in dei “duetti” canori. Esattamente come avveniva nella prima edizione, le battaglie vedono scontrarsi tra loro due talenti per volta sul "ring" (e non più 3) senza la possibilità dello STEAL. Al termine di ciascun duetto, il giudizio del coach determinerà un talento eliminato che abbandonerà la gara e uno che avrà, invece, accesso alla fase successiva. 
Esibizione dei coach: I quattro coach si esibiscono con un medley di alcune loro canzoni (Elettra Lamborghini canta Pem Pem, Guè Pequeno canta Bling Bling (Oro), Morgan canta Altrove e Gigi D'Alessio canta Non mollare mai).
Legenda
- Vincitore della battaglia
- Artista eliminato

| Ordine | Coach               | Artisti                  | Artisti            | Canzone (cantante originale)                  |
| ------ | ------------------- | ------------------------ | ------------------ | --------------------------------------------- |
| 1      | Gué Pequeno         | Brenda Carolina Lawrence | Federica Filannino | Million Dollar Bill (Whitney Houston)         |
| 2      | Gigi D'Alessio      | Domenico Iervolino       | Andrea Settembre   | È sempre bello (Coez)                         |
| 3      | Elettra Lamborghini | Miriam Ayaba             | Leslie             | Run the World (Girls) (Beyoncé)               |
| 4      | Morgan              | Naïve                    | Matteo Camellini   | Blood of Eden (Peter Gabriel)                 |
| 5      | Gué Pequeno         | Josuè Previti            | Ilenia Filippo     | Shallow (Bradley Cooper & Lady Gaga)          |
| 6      | Elettra Lamborghini | Andrea Berté             | Trisss             | 7 Years (Lukas Graham)                        |
| 7      | Morgan              | Violet                   | Diablo             | Cosa succederà alla ragazza (Lucio Battisti)  |
| 8      | Gigi D'Alessio      | Carmen Pierri            | Sofia Tirindelli   | Hola (I Say) (Marco Mengoni feat. Tom Walker) |
| 9      | Elettra Lamborghini | Tahnee Rodriguez         | Greta Giordano     | Woman like Me (Little Mix feat. Nicki Minaj)  |
| 10     | Gué Pequeno         | Hindaco                  | Francesco Da Vinci | Hai delle isole negli occhi (Tiziano Ferro)   |
| 11     | Morgan              | Joe Elle                 | Erica Bazzeghini   | I Want Your Sex (George Michael)              |
| 12     | Gigi D'Alessio      | Elisabetta Pia Ferrari   | Eliza G            | Volevo scriverti da tanto (Mina)              |

## Knock Out
La semifinale vede scontrare i 12 talenti rimasti in gara nei Knock Out, i quali determineranno i 4 finalisti del programma. Ogni coach assegnerà a ciascuno dei 3 talenti rimasti nella propria squadra uno o più brani da eseguire. La sfida si svolgerà tra talenti del medesimo team che si confronteranno sul palco cantando ognuno il brano (o i brani) assegnatogli dal coach. Solo un concorrente per squadra arriverà in finale.
Esibizione dei concorrenti: I talenti dei quattro team si esibiscono sul palco cantando Ti fa stare bene di Caparezza.
Special coach Durante i Knock Out, ogni coach è supportato da una guest star, che aiuterà i concorrenti della squadra a cui è associato nella preparazione alle sfide della prima manche. I quattro special coach sono: Arisa per Elettra Lamborghini, Enrico Ruggeri per Gigi D'Alessio, Elodie per Guè Pequeno ed Edoardo Bennato per Morgan.

### Round 1
La prima manche vede sfidarsi tra loro i 3 cantanti rimasti per team: ognuno di essi si esibisce su una canzone scelta dal coach o scelta autonomamente. Il coach dovrà scegliere 2 cantanti su 3 da far passare alla manche successiva.
Legenda
- Vincitori del primo round
- Artista eliminato

| Ordine | Coach               | Artisti                  | Canzone (cantante originale)        |
| ------ | ------------------- | ------------------------ | ----------------------------------- |
| 1      | Elettra Lamborghini | Greta Giordano           | The Climb (Miley Cyrus)             |
| 1      | Elettra Lamborghini | Andrea Berté             | Ferma questo istante (Andrea Berté) |
| 1      | Elettra Lamborghini | Miriam Ayaba             | Milkshake (Kelis)                   |
| 2      | Gigi D'Alessio      | Carmen Pierri            | Don't Call Me Up (Mabel)            |
| 2      | Gigi D'Alessio      | Domenico Iervolino       | Yes I Know My Way (Pino Daniele)    |
| 2      | Gigi D'Alessio      | Eliza G                  | Altro che favole (Eliza G)          |
| 3      | Guè Pequeno         | Francesco Da Vinci       | How Long (Charlie Puth)             |
| 3      | Guè Pequeno         | Brenda Carolina Lawrence | Carte (Brenda Carolina Lawrence)    |
| 3      | Guè Pequeno         | Ilenia Filippo           | My Life Is Going On (Cecilia Krull) |
| 4      | Morgan              | Diablo                   | Killing in the Name (R.A.T.M.)      |
| 4      | Morgan              | Matteo Camellini         | Se tu non torni (Miguel Bosé)       |
| 4      | Morgan              | Erica Bazzeghini         | Specchi (Erica Bazzeghini)          |

### Round 2
In questa seconda e ultima manche i due semifinalisti per team rimasti si scontrano tra loro ognuno con una canzone a testa: spetterà sempre al coach scegliere il vincitore. Alla fine i coach avranno un finalista a testa.
- Artista finalista
- Artista eliminato

| Ordine | Coach               | Artisti                  | Canzone (cantante originale)       |
| ------ | ------------------- | ------------------------ | ---------------------------------- |
| 1      | Elettra Lamborghini | Andrea Bertè             | Dancing On My Own (Calum Scott)    |
| 1      | Elettra Lamborghini | Miriam Ayaba             | Work Bitch (Britney Spears)        |
| 2      | Gigi D'Alessio      | Carmen Pierri            | Se piovesse il tuo nome (Elisa)    |
| 2      | Gigi D'Alessio      | Eliza G                  | Nessun dolore (Lucio Battisti)     |
| 3      | Guè Pequeno         | Francesco Da Vinci       | Vaina Loca (Ozuna)                 |
| 3      | Guè Pequeno         | Brenda Carolina Lawrence | Empire State of Mind (Alicia Keys) |
| 4      | Morgan              | Matteo Camellini         | Hungry Heart (Bruce Springsteen)   |
| 4      | Morgan              | Diablo                   | Personal Jesus (Depeche Mode)      |

## Finale
La finale è andata in onda in diretta il 4 giugno 2019. Nel corso della puntata, la presentatrice Simona Ventura ha ufficializzato l'apertura di una televoto speciale con il quale tramite il social network Instagram del programma, è stato dato un bonus al concorrente che ha ricevuto il maggior consenso; questa votazione si è chiusa al termine della prima fase della finale. Il televoto è stato poi riaperto altre due volte, sino alla proclamazione del vincitore di The Voice of Italy.
Ospiti: Planet Funk, Lizzo, Arisa, Holly Johnson, Shaggy, Lost Frequencies feat. Flynn

Canzoni cantate dagli ospiti: Medley di These Boots Are Made for Walkin' / Another Sunrise / Chase the Sun / Who Said (Stuck in the UK) (Planet Funk con i quattro finalisti), Truth Hurts (Lizzo con Miriam Ayaba) e Juice (Lizzo), La notte (Arisa con Carmen Pierri) e Tam Tam (Arisa), Relax (Holly Johnson con Diablo), Angel / Boombastic (Shaggy con Brenda Carolina Lawrence) e You (Shaggy con Alexander Stewart), Recognise (Lost Frequencies feat. Flynn)
Prima fase
- Concorrente che passa alla seconda fase
- Quarto classificato

| Ordine | Coach               | Artista                  | Esibizione con l'ospite (cantante originale) | Cover (cantante originale) | Televoto (%) | Televoto finale combinato (%) |
| ------ | ------------------- | ------------------------ | -------------------------------------------- | -------------------------- | ------------ | ----------------------------- |
| 1      | Elettra Lamborghini | Miriam Ayaba             | Truth Hurts (Lizzo)                          | Get Busy (Sean Paul)       | 23,39%       | 22,43%                        |
| 2      | Gigi D'Alessio      | Carmen Pierri            | La notte (Arisa)                             | Love on Top (Beyoncé)      | 36,57%       | 35,06%                        |
| 3      | Morgan              | Diablo                   | Relax (Frankie Goes to Hollywood)            | Lei (Gel)                  | 18,45%       | 17,69%                        |
| 4      | Guè Pequeno         | Brenda Carolina Lawrence | Angel / Boombastic (Shaggy)                  | Cheap Thrills (Sia)        | 21,58%       | 24,83%                        |

Seconda fase
- Concorrente che passa alla terza fase
- Terza classificata

| Ordine | Coach               | Artista                  | Inedito       | Televoto seconda fase (%) | Televoto finale combinato (%) |
| ------ | ------------------- | ------------------------ | ------------- | ------------------------- | ----------------------------- |
| 1      | Elettra Lamborghini | Miriam Ayaba             | Amazzonia     | 24,12%                    | 22,91%                        |
| 2      | Gigi D'Alessio      | Carmen Pierri            | Verso il mare | 49,40%                    | 46,92%                        |
| 3      | Guè Pequeno         | Brenda Carolina Lawrence | Carte         | 26,47%                    | 30,17%                        |

Terza fase
- Vincitrice
- Seconda classificata

| Ordine | Coach          | Artista                  | Canzone (cantante originale)                 | Televoto terza fase (%) | Bonus Instagram | Televoto finale combinato (%) |
| ------ | -------------- | ------------------------ | -------------------------------------------- | ----------------------- | --------------- | ----------------------------- |
| 1      | Gigi D'Alessio | Carmen Pierri            | Contigo en la distancia (Christina Aguilera) | 55,86%                  |                 | 51,33%                        |
| 2      | Guè Pequeno    | Brenda Carolina Lawrence | At Last (Eartha Kitt)                        | 44,14%                  |                 | 48,67%                        |

## Ascolti
| Puntata | Puntata               | Data           | Telespettatori | Share  |
| ------- | --------------------- | -------------- | -------------- | ------ |
| 1       | Blind Audition 1      | 23 aprile 2019 | 2.435.000      | 11,15% |
| 2       | Blind Audition 2      | 30 aprile 2019 | 2.430.000      | 11,41% |
| 3       | Blind Audition 3      | 7 maggio 2019  | 2.229.000      | 10,49% |
| 4       | Blind Audition 4      | 14 maggio 2019 | 2.292.000      | 11,22% |
| 5       | Blind Audition 5      | 21 maggio 2019 | 2.050.000      | 10,61% |
| 6       | Battles               | 28 maggio 2019 | 1.867.000      | 9,72%  |
| 7       | Knockout - Semifinale | 30 maggio 2019 | 1.385.000      | 7,47%  |
| 8       | Finale                | 4 giugno 2019  | 1.710.000      | 10,81% |
| Media   | Media                 | Media          | 2.050.000      | 10,36% |

## Curiosità
- Valerio Sgargi ha partecipato alla Settima Edizione di The Voice Russia, venendo eliminato nella fase dei Knockouts.

- Micaela Foti (Team Gué) ha partecipato al Festival di Sanremo 2011 nella categoria Giovani, dove si è classificata seconda col brano Fuoco e cenere. In precedenza ha partecipato come concorrente a Ti Lascio Una Canzone.

- Federica Filannino (Team Gué) ha partecipato alla dodicesima edizione di Amici di Maria De Filippi venendo eliminata durante la fase iniziale.

- Ilenia Filippo (Team Gué) ha partecipato alla nona edizione di X Factor venendo eliminata ai Bootcamp.

- Francesco Da Vinci (Team Gué) è il figlio di Sal Da Vinci.

- Domenico Iervolino (Team Gigi) ha partecipato alla Terza Edizione di All Together Now, dove è arrivato in finale.

- Eliza G (Team Gigi) è stata una dei giurati nel muro della Quarta Edizione di All Together Now. Vincitrice del Cervo d'oro, il più noto festival musicale in Romania ispirato al Festival di Sanremo che si svolge annualmente dal 1968 a Brașov, in Transilvania, ha inoltre partecipato a Selecția Națională 2022 (il concorso canoro che avrebbe selezionato il rappresentante della Romania all'Eurovision Song Contest 2022) con il brano The Other Half of Me, non riuscendo, però, a superare la semifinale.

• Andrea Settembre (Team Gigi) ha partecipato a alla quarta edizione di Io canto e nel 2023 alla diciassettesima edizione di x factor.
• Josuè Previti (Team Guè) ha partecipato alla quarta edizione di Io canto.